# Воскресеновский сельсовет (Пензенская область)
Воскресеновский сельсовет — сельское поселение в Пензенском районе Пензенской области Российской Федерации.
Административный центр — село Воскресеновка.

## История
Статус и границы сельского поселения установлены Законом Пензенской области от 2 ноября 2004 года № 690-ЗПО «О границах муниципальных образований Пензенской области».

## Население
| 2002  | 2010  | 2012  | 2013  | 2014  | 2015  | 2016  |
| ----- | ----- | ----- | ----- | ----- | ----- | ----- |
| 2291  | ↗2423 | ↗2447 | ↗2453 | ↗2457 | ↗2469 | ↗2481 |
| 2017  | 2018  | 2021  |       |       |       |       |
| ↘2462 | ↘2416 | ↘2247 |       |       |       |       |

## Состав сельского поселения
| № | Населённый пункт | Тип населённого пункта       | Население |
| - | ---------------- | ---------------------------- | --------- |
| 1 | Александровка    | деревня                      | 29        |
| 2 | Большая Валяевка | село                         | ↗105      |
| 3 | Воскресеновка    | село, административный центр | ↗1963     |
| 4 | Ивановка         | село                         | ↗147      |
| 5 | Калинино         | село                         | ↗97       |
| 6 | Ольшанка         | деревня                      | 82        |